# Giuse Maria Đinh Bỉnh
Giuse Maria Đinh Bỉnh (1922 – 1989) là một giám mục của Giáo hội Công giáo tại Việt Nam, nguyên là Giám mục chính tòa Giáo phận Thái Bình trong khoảng thời gian từ năm 1982 đến năm 1989. Ông là giám mục chính tòa thứ hai của giáo phận này, kế vị giám mục Tiên khởi Đa Minh Đinh Đức Trụ.
Ông sinh tại Nam Định, từ nhỏ đã đi theo con đường tu trì, học tại các chủng viện Công giáo khác nhau. Sau khoảng thời gian dài tu học, ông được truyền chức linh mục tháng 7 năm 1960 và được bổ nhiệm quản lý một số xứ đạo trong giáo phận. Năm 1972, ông trở thành Giám đốc chủng viện Mỹ Đức.
Tòa Thánh bổ nhiệm linh mục Đinh Bỉnh làm giám mục phó giáo phận Thái Bình cuối tháng 10 năm 1979 và nghi thức tấn phong cử hành đầu tháng 12 cùng năm. Năm 1982, ông chính thức chấp chính, quản lý giáo phận trên cương vị giám mục chính tòa giáo phận Thái Bình cho đến khi qua đời năm 1989.

## Con đường tu tập
Giám mục Đinh Bỉnh sinh ngày 2 tháng 5 năm 1922 hoặc 9 tháng 3 năm 1920 tại xứ Phú Nhai, Xuân Phương, Xuân Trường, Nam Định, thuộc Giáo phận Bùi Chu. Học xong tiểu học, cậu bé Đinh Bỉnh gia nhập Tiểu chủng viện Ninh Cường (Bùi Chu) rồi vào Chủng viện Mỹ Đức (Thái Bình), sau đó chuyển sang Đại chủng viện Albert Nam Định do Dòng Anh Em Thuyết Giáo thành lập. Từ năm 1942, cậu dạy trường Kẻ giảng Hưng Yên của Giáo phận Thái Bình cho đến năm 1945 khi được phân công đi hỗ trợ mục vụ các giáo xứ Đồng Quan (Kiến Xương), Bác Trạch (Tiền Hải), Thanh Châu (Tiền Hải). Trong thời kỳ tu tập, ông học Thần học và Lý đoán tại Đại chủng viện thánh Alberto Nam Định.
Năm 1956, linh mục Đinh Đức Trụ được cử làm Giám quản Địa phận thay mặt Giám mục Santos Ubierna Ninh phải di cư vào miền Nam sau Hiệp định Genève, 1954 rồi qua đời tại Sài Gòn năm 1955. Linh mục Đinh Đức Trụ mời Đinh Bỉnh về hợp tác tái khôi phục Chủng viện Mỹ Đức bị hư hại và ngưng trệ sinh hoạt sau chiến tranh. Chủng viện này được Giám mục Santos Ubierna Ninh xây dựng lại và khánh thành vào cuối tháng 8 năm 1937 và đặt tên là Chủng viện thánh Thomas Mỹ Đức, một tòa nhà ba tầng, rộng 13 mét, dài 90 mét nằm bên bờ sông Trà Lý thuộc xã Cát Đàm, Thái Bình. Chủng sinh Đinh Bỉnh vừa là Hiệu trưởng vừa là giáo sư chính của Chủng viện.
Tuy bận rộn với công tác ở chủng viện Mỹ Đức, Đinh Bỉnh vẫn tranh thủ thời gian nghiên cứu học tập môn thần học để chuẩn bị thụ phong Linh mục.

## Linh mục
Ngày 16 tháng 7 năm 1960, Đinh Bỉnh được phong chức linh mục. Một số nguồn dẫn cho rằng ông được truyền chức ngày 10 tháng 6 năm 1960. Cũng trong buổi lễ truyền chức này còn có 3 tân linh mục là Giuse Võ Văn Vân, Joakim Trần Trọng Uyên và Giuse Bùi Văn Cẩm.
Sau khi được truyền chức, Đinh Bỉnh được bổ nhiệm giữ chức linh mục quản xứ Sa Cát và Cát Đàm (Thị xã Thái Bình) cho đến năm 1972, khi được bổ nhiệm làm Giám đốc Chủng viện Mỹ Đức đồng thời phụ trách mục vụ các xứ: Sa Cát, Phương Xá và nhiều xứ đạo khác.

## Giám mục
Ngày 30 tháng 10 năm 1979, Giáo hoàng Gioan Phaolô II bổ nhiệm linh mục Đinh Bỉnh làm Giám mục phó Giáo phận Thái Bình. Lễ tấn phong cho vị giám mục Tân cử được cử hành sau đó vào ngày 8 tháng 12 năm 1979 với phần nghi thức truyền chức cử hành bởi chủ phong là Hồng y – Tổng giám mục đô thành Tổng giáo phận Hà Nội Giuse Maria Trịnh Văn Căn tại Nhà thờ chính tòa Thái Bình. Hai vị phụ phong trong nghi thức truyền chức là giám mục Thái Bình Đa Minh Đinh Đức Trụ và giám mục Giáo phận Hải Phòng Giuse Maria Nguyễn Tùng Cương. Giám mục Bỉnh muốn trông đợi sự hỗ trợ của Đức Mẹ cho giáo phận và chính bản thân ông, nên đã chọn khẩu hiệu: "Này là Mẹ con" (Ecce Mater tua).
Trong thời kỳ giám mục của mình, Đinh Bỉnh xuất ngoại một lần vào năm 1980, thay mặt giám mục Đa Minh Đinh Đức Trụ sang Roma viếng mộ Thánh Phêrô và Thánh Phaolô như luật định của Toà Thánh.
Ngày 7 tháng 6 năm 1982, giám mục Đa Minh Đinh Đức Trụ qua đời, ông kế nhiệm Giám mục chính tòa Thái Bình. Tiếp tục công việc của vị tiền nhiệm, ông ưu tiên cho việc đào tạo giáo sĩ và chăm sóc đời sống tinh thần cho giáo dân. Giáo dân đánh giá ông là một giám mục hiền lành, đơn sơ, lấy đức Ái làm phương châm cuộc sống nên gọi ông bằng biệt danh "Hòa Bình". Cũng trong thời gian quản lý giáo phận, ông tiếp tục các hoạt động ổn định và phát triển giáo phận Thái Bình củng cố đức tin, tổ chức truyền giáo, mở rộng các hoạt động của tổ chức giáo hội địa phương. Để đến thăm mục vụ các giáo dân, ông thường đi xe đạp đến gần 10 giáo xứ để cử hành lễ.
Trong suốt thời gian làm giám mục, Đinh Bỉnh góp công sức cho việc đào tạo linh mục cho giáo phận với việc khôi phục Chủng viện Mỹ Đức, khai giảng lớp 16 đại chủng sinh khóa 1972 – 1977. Có 4 chủng sinh được truyền chức linh mục: Giuse Nguyễn Văn Ban, Tôma Trần Trung Hà, Vincentê Mai Thành Sơn, Đa Minh Trịnh Đức Tính. Năm 1989, ông gửi lớp sinh viên khóa 6 ra học Đại chủng viện Hà Nội.
Giám mục Đinh Bỉnh qua đời vào lúc 4 giờ sáng ngày 14 tháng 3 năm 1989 sau cơn nhồi máu cơ tim. Ông thọ 67 tuổi, với 29 năm linh mục và 11 năm giám mục. Sau khi giám mục Bỉnh qua đời, Tòa Thánh đặt Hồng y Giuse Trịnh Văn Căn làm Giám quản Tông Tòa giáo phận Thái Bình trong cùng ngày.

## Đánh giá
Linh mục Vinh Sơn Nguyễn Văn Hoàng đưa ra đánh giá về giám mục Đinh Bỉnh:
| “ | Đức cha Giuse là một người vui vẻ, lạc quan; là một tông đồ của Đức Mẹ vì Ngài có lòng yêu mến Đức Mẹ cách đặc biệt; là một mục tử nhiệt thành với sứ mạng chăm sóc đoàn chiên giáo phận được Chúa trao phó và gần gũi thân thiện với mọi người. Quả thật ngài là mẫu gương sáng cho đoàn chiên giáo phận Thái Bình về rất nhiều mặt. | ” |

## Tông truyền
Giám mục Giuse Maria Đinh Bỉnh được tấn phong giám mục năm 1979, thời Giáo hoàng Gioan Phaolô II, bởi:
- Chủ phong: Hồng y Giuse Maria Trịnh Văn Căn, Tổng giám mục đô thành Tổng giáo phận Hà Nội.
- Hai vị Phụ phong: Đa Minh Đinh Đức Trụ, giám mục chính tòa giáo phận Thái Bình và Giuse Maria Nguyễn Tùng Cương, giám mục chính tòa Giáo phận Hải Phòng.